# Dilogia di Stalingrado
Dilogia di Stalingrado sono i due romanzi su Stalingrado che Vasilij Semënovič Grossman (Berdičev 1905 - Mosca 1964) scrisse tra il 1943 e il 1960. Il primo romanzo è Per una giusta causa, pubblicato in URSS nel 1952, il secondo è Vita e destino uscito in URSS nel 1988. L'esperienza della guerra è centrale nella vita e nell'elaborazione intellettuale e artistica di questo grande scrittore europeo che scrive in russo.

## Le cronache di guerra e le inchieste sulla Shoah
Vasilij Grossman si arruolò immediatamente dopo l'inizio della seconda guerra mondiale  il 22 giugno 1941. Già il 28 luglio entrò a "Stella Rossa" (Krasnaja Zvezda), il periodico delle forze armate sovietiche e il 5 agosto David Ortenberg, il direttore, gli diede il suo primo incarico sul fronte di Brjansk, cioè sulla direttrice centrale dell'attacco tedesco verso Mosca. C'erano con lui il collega Pavel Trojanovskij, veterano delle campagne militari contro il Giappone e il fotografo Oleg Knorring.
A Stalingrado Grossman fu inviato dal direttore Ortenberg l'anno dopo nell'agosto 1942. Nell'ottobre egli fu a lungo sulla riva destra, nel cuore cioè della guerriglia sovietica contro i tedeschi. Questi già da settembre avevano occupato progressivamente quasi tutta la città, ma non riuscirono mai a bonificare del tutto le sacche di resistenza sulla riva del Volga, e quest'area, proprio per gli accaniti combattimenti che vi avvennero, fu la zona del fronte di gran lunga più terribile e mortale. Qui Grossman scrive i suoi pezzi più famosi per Stella Rossa. "Stalingrado colpisce ancora" del 20 ottobre è il pezzo che racconta la celebre XIII Divisione della Guardia comandata dal generale Rodimcev; "L'asse di tensione principale" è l'altro articolo così letto da essere ripreso dalla Pravda per ordine di Stalin. In questo articolo si racconta la divisione siberiana comandata da Gurt'ev che presidia e perde e riconquista Quota 102, Mamaeev Kourgan. Grossman rimane a Stalingrado fino a quando i tedeschi sono circondati e stanno per arrendersi: il 3 gennaio 1943 viene richiamato in redazione.
Il ritorno al fronte nell'estate del '43 vede Grossman a Kursk, da dove racconta la battaglia di carri che segna la fine definitiva delle fortune tedesche sul fronte orientale. E finalmente nell'autunno del 1943 Grossman rimette piede in Ucraina dove ben presto s'imbatte nello sterminio del popolo ebraico. Con l'Armata Rossa arriva a Berlino nel maggio 1945. Rientra subito dopo a Mosca e riprende il lavoro su diversi testi.
È questa la modalità di scrittura di Grossman negli anni della guerra e in quelli successivi: lavorare su più testi contemporaneamente. Anzitutto gli articoli di cronaca per "Stella Rossa". Poi dalla fine del '43 fino al 1946/47 le inchieste sullo sterminio degli ebrei nelle zone occupate. L'Armata Rossa giunge per prima nei luoghi della strage e Grossman dedica alcune importanti cronache al tema, non sempre pubblicate su Stella Rossa, che rifiuta ad esempio di pubblicare "Ucraina senza ebrei", avvisaglia dell'antisemitismo di Stato sempre attivo anche in Urss.
Alla fine del '43 Grossman è chiamato da Il'ja Grigor'evič Ėrenburg a far parte della Commissione letteraria del CAE (Comitato Antifascista Ebraico) con lo scopo di raccogliere tutte le testimonianze sulla Shoah da pubblicare in un Libro Nero. Del '44 è il pezzo che Grossman scrisse "L'assassinio degli ebrei di Berdičev", la sua città natale, dove anche sua madre fu assassinata in una fossa. Basilare l'inchiesta L'inferno di Treblinka, dove primo in assoluto, Grossman descrisse con precisione come funziona un lager di sterminio; il testo fu usato come documento già al processo di Norimberga nel 1946.

## I romanzi
Preme tuttavia segnalare che l'intensissima attività di Grossman come giornalista non riduce il suo impegno altrettanto intenso come scrittore. Nell'estate 1942 a Čistopol durante una licenza dal fronte Grossman scrive un romanzo, Il popolo è immortale, (Narod bessmerten), pubblicato in luglio e agosto a puntate su "Stella Rossa".
Dal 1943 Grossman poi comincia a lavorare sul primo dei due romanzi su Stalingrado che egli pensa come due parti di un unico racconto. Stalingrado e la Shoah sono le due esperienze di guerra che lasciano il segno. Nella dilogia Grossman narra la resistenza disperata ai tedeschi, e le dure condizioni di vita del popolo sovietico, e le sue ragioni di resistenza. Affronta anche il tema più inquietante: l'assassinio di massa nei territori occupati ai danni prevalentemente della popolazione ebraica.
L'ordito del racconto è fatto dagli eventi dei mesi della guerra a Stalingrado, da luglio 1942 a febbraio 1943. Non mancano retrospettive sugli eventi dell'anno prima, al momento dell'attacco tedesco e sui mesi drammatici che seguirono. La trama coinvolge decine e decine di personaggi, di cui alcuni storici: i generali Rodimcev, Erëmenko, Čujkov, Žukov, e Stalin e Hitler; spesso sviluppa episodi di guerriglia realmente accaduti, cui dà un significato profondo come l'episodio della difesa della stazione. È così vasto il disegno concepito, che Grossman lavorò al suo progetto dal 1943 al 1960 per diciassette anni e di romanzi ne scrisse due, strettamente connessi tra loro, organicamente pensati e sistematicamente raccordati. Scrisse una dilogia.
Il primo romanzo si chiamava Stalingrado, ma Grossman dovette sostituire il titolo con Per una giusta causa (Za pravoe delo), e dopo varie vicissitudini censorie riuscì a pubblicarlo in URSS nel 1952. Il secondo romanzo è Vita e destino, sequestrato dal KGB nel 1961 e pubblicato in URSS soltanto nel 1988 dopo una lunga vicenda di occultamento, di esportazione clandestina e pubblicazione in Svizzera a Losanna nel 1980 dove apparve dapprima in russo e poi tradotto in francese e tedesco.

## La pubblicazione diPer una giusta causa(1952)[2]
Il primo romanzo s'intitolava "Stalingrado". Nel 1948/49 alcuni estratti furono pubblicati sulla rivista "Ogonëk" e su "Stella Rossa". Grossman propose poi il suo romanzo a Novyj Mir. Konstantin Simonov, redattore capo, sollevò molte obiezioni di carattere politico e rifiutò il manoscritto. Nel 1950 Simonov fu sostituito da Aleksandr Tvardovskij che prese in considerazione il manoscritto ma formulò queste osservazioni e chiese modifiche sostanziali al testo:
- la descrizione delle condizioni di vita della popolazione civile sono troppo lugubri, troppo "realiste" (!);
- non si parla abbastanza di Stalin;
- uno dei personaggi principali è un fisico ebreo, un altro importante personaggio è Sofja Osipovna, medico ed ebrea: non è accettabile;
- Il titolo non va bene: Grossman non è l'unico a parlare di Stalingrado, la battaglia è già divenuta leggenda e non è bene che Grossman appaia come favorito rispetto ai suoi colleghi.

Tvardovskij coinvolse nella discussione l'Unione Scrittori e il suo potente segretario generale Aleksandr Fadeev. Traccia delle continue obiezioni e osservazioni censorie è nel "Diario dei progressi di un manoscritto" che Grossman stesso tenne aggiornato nel corso di tre anni: l'ultima notazione è dell'ottobre 1953. Alla fine comunque Novyj Mir pubblicò il romanzo, alla condizione che il titolo fosse modificato, che il personaggio di Štrum fosse ridimensionato, mettendo sopra di lui un grande maestro, naturalmente russo, e fosse aggiunto uno spazio per Stalin. A queste condizioni il romanzo, dopo due anni e più di discussioni, nel 1952 fu pubblicato a puntate su Novyj Mir tra luglio e ottobre con il titolo Per una giusta causa (Za pravoe delo), cioè con una citazione di Molotov, dal discorso che tenne alla nazione subito dopo lo scoppio della guerra.
Il romanzo fu accolto benissimo, ma il momento politico non era favorevole: imperversava la più buia politica antisemita. Contro Grossman si mosse l'establishment. In febbraio 1953 Michajl Bubennov sulla Pravda stroncò il romanzo e mise sotto accusa l'autore che rischiò l'arresto. La morte di Stalin il 5 marzo 1953 mutò la situazione. Grossman lavorò ancora a Per una giusta causa e lo pubblicò in versione definitiva in volume nel 1955. Subito si rimise al lavoro: voleva scrivere la seconda parte del suo racconto.

### Traduzioni italiane
Nessuna traduzione italiana ad oggi (2021), se non un capitolo tradotto da Pietro Zveteremich, che curò nel 1962 per Bompiani un'antologia Narratori Russi Moderni.
Dal 4 aprile 2022 è in vendita, in lingua italiana, Stalingrado, edito da Biblioteca Adelphi.

## Il sequestro diVita e destino(1961)[2]
Dal 1953 al 1960 Vasilij Grossman si dedicò alla seconda parte del suo racconto di Stalingrado. Il romanzo che ne uscì s'intitolò Vita e destino. In un primo tempo Grossman pensò di pubblicare il romanzo su Novyj Mir, ma le discussioni continue avute al tempo di Per una giusta causa avevano lasciato uno strascico di risentimento molto vivo in lui. Questa la principale ragione, secondo Lipkin, che lo spinse ad accettare la proposta di un'altra rivista, Znamja, con cui aveva già più volte pubblicato. Znamja, una rivista meno prestigiosa di Novyj Mir, cercava in Grossman, una tiratura di sicuro successo, fondandosi sulle vendite di Per una giusta causa. Alla fine del 1960 Grossman finì di lavorare a Vita e destino e diede il manoscritto al redattore capo della rivista, Vadim Kojevnikov, non prima di aver corretto il testo secondo una lista di passaggi da togliere chiesta all'amico Lipkin. Tornando a Znamja, la rivista ebbe il manoscritto e tacque a lungo, mesi. Infine decise di non pubblicare il romanzo, perché antisovietico e calunnioso. In febbraio 1961 il romanzo fu confiscato dal KGB. Furono requisite la copia in casa di Grossman, quelle presso le due dattilografe che lo copiavano, quella presso il cugino Viktor Šerencis, e altri materiali nello studio dello scrittore a Lomonosovskij Prospekt.
Grossman tentò di riavere le sue copie. Scrisse a Chruščëv nella primavera del 1962 e fu convocato al Cremlino per parlare con Michail Suslov, ma non ottenne ciò che chiedeva. Fu anzi sempre sorvegliato e colpito non sul piano della sua persona ma da una condanna alla damnatio memoriae.
Grossman tuttavia nascose qualche altra copia del suo romanzo: una copia presso Lipkin, una copia presso una compagna di università, Lëlja Dominikina che non aveva rapporti col mondo degli scrittori. Quest'ultima copia egli trasferì in un secondo momento presso Vjačeslav Ivanovič Loboda, un amico di Kiev che abitava a 150 km da Mosca, a Malojaroslavec.
Nel 1974 intanto Lipkin decise di mandare all'estero la sua copia di Vita e destino, per adempiere alle ultime volontà di Grossman che morì nel 1964. Chiese aiuto Vladimir Vojnovič per trovare chi potesse microfilmare il voluminoso testo. Andrej Sacharov fece questo. In un arco temporale piuttosto lungo, prima a casa sua, poi nel complesso residenziale alla fermata del metro Aeroport dove vivevano Olga, moglie di Grossman, e Ekaterina Zabolockaja, nell'appartamento di Ben Sarnov, un critico letterario. Poi il microfilm fu passato ad un amico che lo portò in Occidente. Ma non accadde nulla. L'attenzione è nel 1974 per Solzenicyn, costretto all'esilio.
Finché nel 1980 Šimon Markiš, professore all'Università di Ginevra e figlio del poeta Perec Markiš ucciso alla fine degli anni Quaranta perché colpito dalla campagna antisemita del Cremlino, insieme col prof. Etkind lavorarono sul  microfilm e ricostruirono parti del testo corrotte e riuscirono a pubblicare il romanzo in russo presso l'editrice l'Age d'Homme di Losanna. Il testo fu subito tradotto in francese e in tedesco. La risonanza ci fu ma non fu vasta.
Nel 1985 con l'avvento di Gorbačëv il mondo sovietico conosce forti mutamenti e così anche la vita culturale. I direttori delle riviste letterarie e le loro redazioni si rinnovano. A Znamja arriva Grigorij Baklanov, veterano della Seconda Guerra Mondiale, ammiratore delle cronache di Grossman. È così Znamja che mette fine al bando anche del nome dello scrittore, pubblicando due storie nel 1987 Nel grande anello e Fosforo e l'anno dopo Pace a voi. Nel 1988 Vita e destino fu pubblicato sulla rivista Oktjabr, che l'anno dopo pubblicò anche Tutto scorre.
La versione pubblicata non era però completa. Nell'1989 fu pubblicata la copia completa che era quella nelle mani dell'amico Loboda nella cui casa il manoscritto rimase perfettamente custodito fino al 1988, quando la moglie, rimasta vedova, lo consegnò al figliastro di Grossman, Fëdor Guber.

### Traduzioni italiane
In Italia Vita e destino viene pubblicato nel 1984 per la casa editrice milanese Jaca Book con traduzione di Cristina Bongiorno e nel 2008 da Adelphi nella versione di Claudia Zonghetti.